# Національний парк Бікаурі
Національний парк Бікаурі (порт. Parque Nacional do Bicuar) — національний парк Анголи. Парк розташований на півдні провінції Уїла у басейні річки Мукопе (Mucope), яка є припливом Кунене (Cunene). Єдиною природною межею є річка Osse. На південний схід від парку знаходяться населені пункти Мулондо (Mulondo) і Теказа (Tecaza). Парк розташований в рівнинній місцевості на висоті 1200 м н.р.м. Площа парку складає 7900 км². Середньорічна кількість опадів перевищує 800 мм.
Парк розташований в замбезійському фітогеографічному регіоні і має дві виражені зони: зону листяних кущів, а також степи і савану. Рослинний світ парку є мішаниною міомбо і пісковиків, сухих заростей і рідколісся з вкрапленнями лугів. Серед представлених видів Brachystegia, Julbernardia і Baikiaea, акація, стеркулія, адансонія і комміфора. Парк також включає дві болотисті зони, які є місцем водопою тварин.
Тваринний світ парку включає таких ссавців як бура гієна, лев, саванний слон. У лютому 2013 року адміністрація парку оголосила, що до парку повернулися такі тварини як слони, леви, леопарди і зебри, нині ведуться пошуки червоного буйвола, який є талісманом парку. Всього в парку мешкає 62 види ссавців, 23 види земноводних, 27 видів плазунів.
За один день спостережень у вересні 1973 року було відмічено 143 види птахів. На думку BirdLife International це число сильно занижене. У парку водяться такі хижі птахи як бурий стерв'ятник, африканський вухатий гриф, африканський білогорлий гриф, орел-скоморох, степовий орел, сріблястий орел, гребінчастий орел, ластівкохвоста щурка, кафрський рогатий ворон, кафрська африканська дрофа. Крім того, в парку мешкає понад 36 видів водоплавних птахів.
Парк було утворено в 1964 році (за іншими даними в 1953 році) для охорони великих ссавців. Адміністрування парку було відновлено в 2008 році.